# Życie jest piękne (film 1995)
Życie jest piękne (szw. Lust och fägring stor) – szwedzki dramat filmowy z 1995 roku w reżyserii Bo Widerberga, opowiadający o intymnych relacjach pomiędzy nauczycielką i jej piętnastoletnim uczniem, którego akcja rozgrywa się podczas II wojny światowej. 
Oryginalny tytuł zaczerpnięto z siedemnastowiecznej, szwedzkiej pieśni Den blomstertid nu kommer, która tradycyjnie śpiewana jest w szkołach na zakończenie roku szkolnego. Zdjęcia kręcono w Malmö.

## Obsada
- Johan Widerberg jako Stig Santesson
- Marika Lagercrantz jako Viola
- Tomas von Brömssen jako Kjell, „Frank”
- Karin Huldt jako Lisbet
- Björn Kjellman jako „Sigge” Santesson
- Kenneth Milldoff jako ojciec Stiga
- Nina Gunke jako matka Stiga
- Peter Nilsson jako klasowy prefekt
- Jossi Sabbah jako Isidor „Isse” Blecher
- Linus Ericsson jako Peter
- Magnus Andersson jako „Trötter”
- Frida Lindholm jako Olga
- Monica Stenbeck jako nauczyciel WF-u
- Per-Olov Månsson jako właściciel kina
- Frida Sjö jako Lina

## Fabuła
Akcja filmu rozgrywa się w 1943 roku w Malmö. Stojący u progu dorosłości piętnastoletni Stig Santesson, przyjaźni się ze swoją piękną nauczycielką Violą. Trzydziestosiedmioletnia kobieta również jest nim zafascynowana, pociąga ją jego młodzieńczość i niewinność. Stara się także znaleźć odskocznię od swojego zapijaczonego i nieprzyjemnego męża. Wkrótce zaczynają się ze sobą spotykać, ale ich namiętne i zakazane relacje mają też swoje konsekwencje.

## Nagrody i nominacje
Nagrody:
- Międzynarodowy Festiwal Filmowy w Berlinie
  - 1996: Niebieski Anioł (Bo Widerberg)
  - 1996: Srebrny Niedźwiedź (specjalna nagroda publiczności)

- Guldbagge Awards
  - 1996: Najlepszy film
  - 1996: Najlepszy reżyser (Bo Widerberg)
  - 1996: Najlepszy aktor drugoplanowy (Tomas von Brömssen)

Nominacje:
- Oscar
  - 1996: Najlepszy film nieanglojęzyczny

- Międzynarodowy Festiwal Filmowy w Berlinie
  - 1996: Złoty Niedźwiedź (Bo Widerberg)

- Guldbagge Awards
  - 1996: Najlepszy aktor (Johan Widerberg)
  - 1996: Najlepsza aktorka (Marika Lagercrantz)